# Iron Horse
Iron Horse és una concentració de població designada pel cens dels Estats Units a l'estat de Califòrnia. Segons el cens del 2000 tenia 321 habitants.

## Demografia
Segons el cens del 2000, Iron Horse tenia 321 habitants, 122 habitatges, i 96 famílies. La densitat de població era de 13,5 habitants/km².
Dels 122 habitatges en un 33,6% hi vivien nens de menys de 18 anys, en un 69,7% hi vivien parelles casades, en un 7,4% dones solteres, i en un 21,3% no eren unitats familiars. En el 18% dels habitatges hi vivien persones soles el 6,6% de les quals corresponia a persones de 65 anys o més que vivien soles. El nombre mitjà de persones vivint en cada habitatge era de 2,63 i el nombre mitjà de persones que vivien en cada família era de 2,94.
Per edats la població es repartia de la següent manera: un 24,9% tenia menys de 18 anys, un 5% entre 18 i 24, un 26,8% entre 25 i 44, un 27,1% de 45 a 60 i un 16,2% 65 anys o més.
L'edat mediana era de 41 anys. Per cada 100 dones de 18 o més anys hi havia 94,4 homes.
La renda mediana per habitatge era de 30.208 $ i la renda mediana per família de 30.000 $. Els homes tenien una renda mediana de 29.091 $ mentre que les dones 25.938 $. La renda per capita de la població era d'11.732 $. Entorn del 14% de les famílies i el 9,8% de la població estaven per davall del llindar de pobresa.

## Poblacions més properes
El següent diagrama mostra les poblacions més properes.